# 白秀雄
白秀雄（1941年9月27日—），生於日治臺灣臺中州北斗郡沙山王功（今彰化縣），社會學學者，專長為社會福利，也是一位政治人物，現為無黨籍政治人物,曾為中國國民黨籍、社會福利黨籍，曾任國立政治大學教授、臺北市政府副市長、臺北市政府社會局局長、高雄市政府社會局局長、中華民國智障者體育運動協會（中華臺北特奧會）主席、中國青年救國團召集人，現任臺北富邦銀行公益慈善基金會董事長、白茂榮社區教育基金會董事長。

## 生平
畢業於國立政治大學政治研究所碩士。
1994年，臺北市陳水扁市長任內，出任臺北市副市長。
1998年，臺北市馬英九市長任內，續任臺北市副市長。
2004年8月1日，從臺北市副市長卸任。
2014年10月24日，因為認為國民黨的許多施政作為背離三民主義，在2014年臺北市市長選舉中白秀雄出面支持無黨籍參選人柯文哲。在柯文哲當選市長後，擔任柯文哲市政顧問與「社會局局長遴選委員會」召集人。12月19日，因為不滿柯文哲宣布臺大醫院創傷醫學部醫師許立民將出任臺北市政府社會局局長，白秀雄與社會局局長遴選委員會其他11位遴選委員發表具名抗議聲明，並宣布辭去市政顧問一職。
2015年8月19日，白秀雄與鄭龍水等人成立社會福利黨，以社會弱勢為對象，鄭龍水、白秀雄各出任社會福利黨創黨首屆主席、副主席。

## 家庭
- 白秀雄姊姊白鈴玉，為前考試院院長邱創煥之妻。
- 其女白曉紅，是一名記者與作家。